# Psycho Circus (píseň)
Psycho Circus je píseň americké rockové skupiny Kiss vydaná na albu Psycho Circus. Píseň vyšla jako první singl z tohoto alba. Byla napsána na míru připravovanému Psycho Circus Tour na kterém se stala otvírákem celého koncertu. Jako jediná píseň kapely se umístila na prvním místě žebříčku "Hot Mainstream Rock Tracks chart", a zároveň se dokázala umístit v "Top Ten hit" v jiných zemích světa včetně Kanady a Norska. Psycho Circus byl nominován na cenu Grammy v roce 1999 za nejlepší Hard Rock Performance.

## Singlové Hitparády
| Hitparáda(1998) | Umístění |
| --------------- | -------- |
| USA             | 1        |
| Austrálie       | 22       |
| Kanada          | 10       |
| Norsko          | 8        |
| Nizozemí        | 98       |
| Švédsko         | 31       |

## Sestava
- Paul Stanley – zpěv, rytmická kytara
- Gene Simmons – zpěv, basová kytara
- Ace Frehley – sólová kytara, basová kytara
- Peter Criss – zpěv, bicí, perkuse